# The Star Witness
The Star Witness ist ein US-amerikanischer Kriminalfilm aus dem Jahr 1931. Das Drehbuch basiert auf einer Erzählung, die die beiden Drehbuchautoren verfasst haben.

## Handlung
Die Familie Leeds wird Zeuge, wie ein Gangster einen Polizisten und dessen Informanten erschießt. Der Mörder flieht durch die Häuser der Nachbarschaft, jeder kann sein Gesicht genau erkennen. Staatsanwalt Whitlock will die Leeds als Zeugen befragen. Die Familie identifiziert Maxey Campo durch ein Fahndungsfoto, die sich bereit erklärt vor Gericht auszusagen. 
Die Nachricht verbreitet sich und George Leeds wird auf dem Heimweg von Campos Männern entführt. Zuerst wollen sie ihn erpressen, dass er vor Gericht nicht aussagt, doch George lehnt ab. Whitlock stellt die restliche Familie unter Polizeischutz. Die Tochter Sue wird von Polizeibeamten zur Arbeit gebracht. Mit der Zeit wird die Familie unruhig. Sohn Donny will sein Baseballspiel nicht verpassen und schleicht sich aus dem Haus, dabei wird auch er entführt. Die Gangster drohen, den Jungen zu töten, sollte einer aus der Familie vor Gericht aussagen.
Whitlock versucht, Donny zu finden. Mittlerweile will Summeril, der Vater von Mutter Abby, bekräftigt seine Ansicht, gegen Campo auszusagen, was er für seine Bürgerpflicht hält. Sue hat Bedenken, sie glaubt, niemand würde seinen Aussagen glauben, da er zum Zeitpunkt der Tat angetrunken war. Whitlock bringt Summeril zum Gericht. Kurz bevor Summeril aufgerufen wird, verlässt er das Gericht auf der Suche nach Donny. Er geht durch die Nachbarschaft, dort wird Donny festgehalten. Summeril hat eine Pfeife, in die er immer wieder bläst. Donny hört die Pfeife und erkennt den Ton. Er wirft einen Baseball durch ein Fenster und macht damit Summeril auf sich aufmerksam, der mit der Polizei anrückt. Es kommt zu einer Schießerei, Donny kann entkommen. Summeril macht seine Aussage, Campo wird schuldig gesprochen und zum Tode verurteilt.

## Kritiken
Mordaunt Hall von der New York Times bezeichnete den Film als gut gestricktes Melodram mit einem Hang zu Gefühlen.

## Auszeichnungen
1932 wurde Lucien Hubbard für den Oscar in der Kategorie Beste Originalgeschichte nominiert.

## Hintergrund
Die Premiere des Films fand am 22. August 1931 statt.
Laut einem Bericht der Variety brachte das Produktionsstudio Warner Bros. den Film wegen einer wahren Begebenheit rasch in die Kinos. Gangster hatten im New Yorker Stadtteil Harlem eine Schießerei veranstaltet, bei der mehrere Kinder erschossen wurden. Die Polizei war nicht in der Lage, Augenzeugen zu finden.